# Districtul Oued El Abtal
Oued El Abtal este un district din provincia Mascara, Algeria.